# 尼罗红 (染料)
尼罗红（英語：Nile red），又称尼罗蓝噁嗪酮（英語：Nile blue oxazone）是一种亲脂性染料。可将细胞内的脂滴染成黄色。在大多数极性溶剂中，尼罗红不会发出荧光；然而在富含脂质的环境中，它会发出强烈的荧光，颜色从深红色（极性膜脂质）到强烈的黄金色（细胞内储存的非极性脂质）不等。尼罗红具有溶剂化显色特性，其激发波长和发射波长随溶剂极性变化而变化，在极性介质中几乎不会发出荧光。
尼罗红在细胞生物学中常作为膜的染色剂，其激发与发射波长与红色荧光蛋白相同，利用荧光显微镜可观察到其荧光效应。尼罗红还被用作瓶装水中微塑料的灵敏检测所需试剂。此外，尼罗红是制造用于检测环境变化（如气味、气体、pH值等）的不同传感器膜的候选材料 。
在甘油三酯（非极性脂质）中，尼罗红的最大激发波长约为515 nm（绿色），最大发射波长约为585 nm（黄橙色）。相反，在磷脂（极性脂质）中最大激发波长为554 nm（绿色），最大发射波长为638 nm（红色）。
在乙醇中，尼罗红的扩散系数为470 μm2/s.。

## 合成
尼罗红可以通过尼罗蓝与硫酸沸煮水解，尼罗蓝中亚胺离子基团被羰基取代转变成尼罗红。尼罗红与其同系物（萘并噁嗪染料）也可以通过5-二烷基氨基-2-亚硝基苯酚与2-萘酚经酸催化缩合得到。此反应不使用共氧化剂，因此产量通常适中。由于生成尼罗红的反应通常不会完全耗尽尼罗蓝，因此则需要额外的分离步骤来获得纯尼罗红。

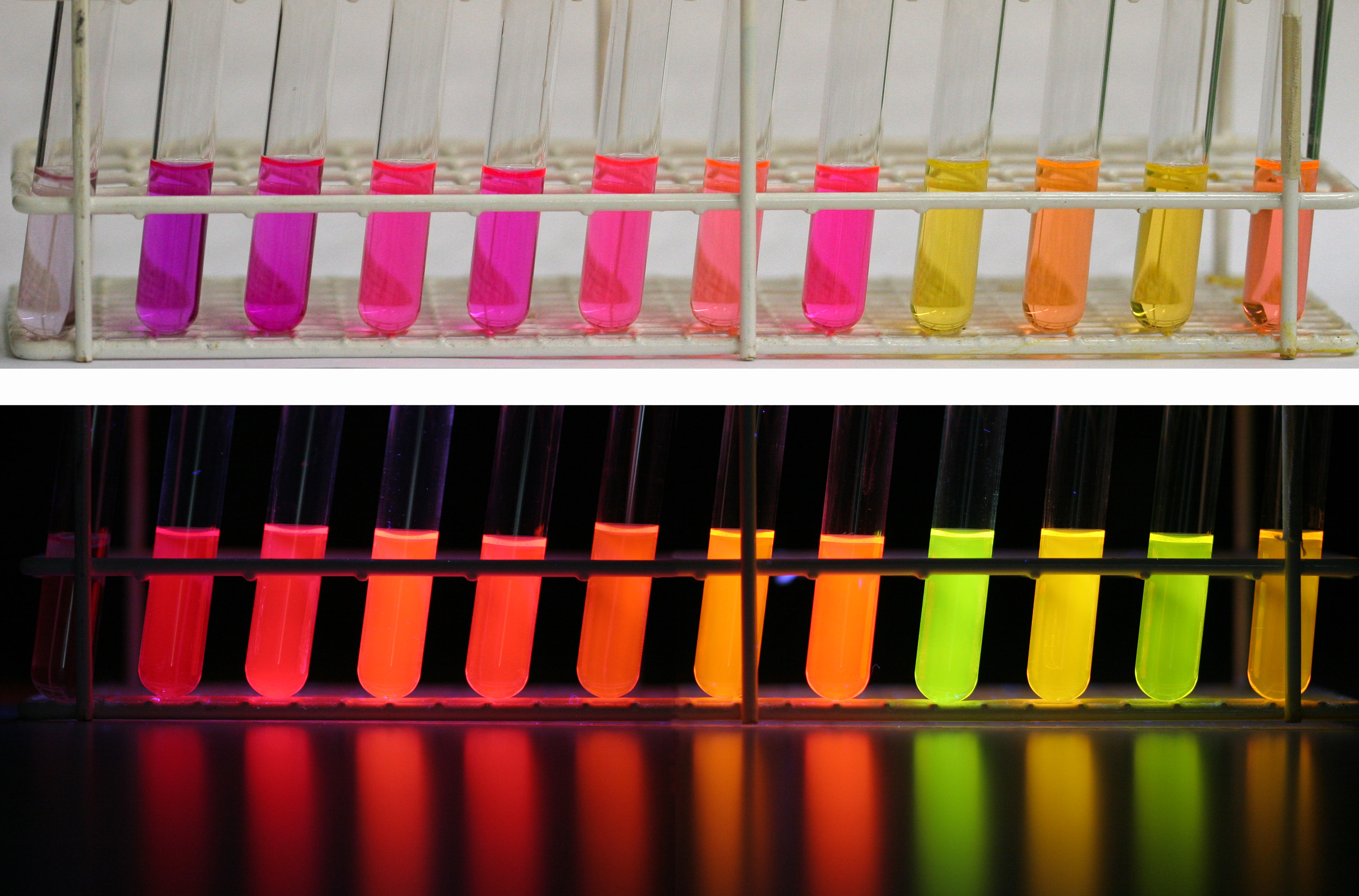
在紫外光(366 nm)照射下的不同尼罗红溶液。 从左至右：1. 水, 2. 甲醇, 3. 乙醇, 4. 乙腈, 5. 二甲基甲酰胺, 6. 丙酮, 7. 乙酸乙酯, 8. 二氯甲烷, 9. 正己烷, 10. 甲基叔丁基醚, 11. 环己烷, 12. 甲苯.
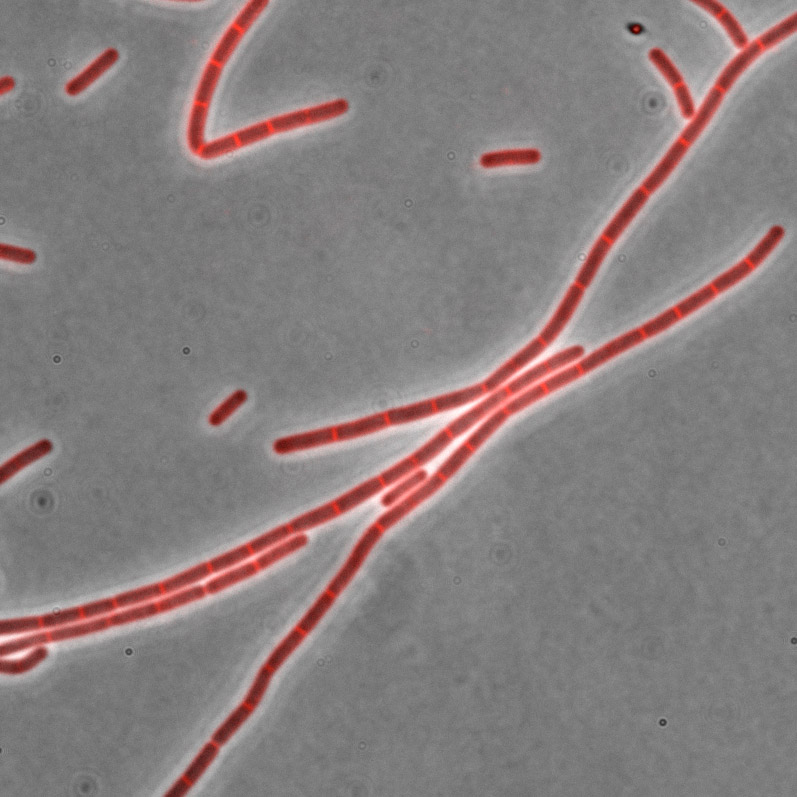
用尼罗红染色的枯草杆菌。 该菌株部分以细胞链的形式生长，因此膜染料可能有助于区分内部细胞边界